# Grand Prix Formule 1 van Luxemburg 1997
De Grand Prix Formule 1 van Luxemburg 1997 werd gehouden op 28 september 1997 op de Nürburgring.

## Verslag
McLaren bewees de snelheid te pakken te hebben, door de eerste startrij te bezetten met de eerste pole voor Mika Häkkinen.
Achter de McLarens botsten Giancarlo Fisichella, Ralf Schumacher en Michael Schumacher in de eerste bocht.
Häkkinen en Coulthard lagen comfortabel aan de leiding, maar de Mercedes-motor bleek nog aan betrouwbaarheid te missen wat bleek toen beide coureurs uiteindelijk uitvielen met een opgeblazen motor.
Jacques Villeneuve won en kwam negen punten voor te liggen op Michael Schumacher in de WK-stand.

## Uitslag
| Positie | Nummer | Rijder                | Team              | Ronden | Tijd/Opgave     | Startplaats | Punten |
| ------- | ------ | --------------------- | ----------------- | ------ | --------------- | ----------- | ------ |
| 1       | 3      | Jacques Villeneuve    | Williams-Renault  | 67     | 1:31:27.843     | 2           | 10     |
| 2       | 7      | Jean Alesi            | Benetton-Renault  | 67     | +11.770         | 10          | 6      |
| 3       | 4      | Heinz-Harald Frentzen | Williams-Renault  | 67     | +13.480         | 3           | 4      |
| 4       | 8      | Gerhard Berger        | Benetton-Renault  | 67     | +16.416         | 7           | 3      |
| 5       | 2      | Pedro Diniz           | Arrows-Yamaha     | 67     | +43.147         | 15          | 2      |
| 6       | 14     | Olivier Panis         | Prost-Mugen-Honda | 67     | +43.750         | 11          | 1      |
| 7       | 16     | Johnny Herbert        | Sauber-Petronas   | 67     | +44.354         | 16          |        |
| 8       | 1      | Damon Hill            | Arrows-Yamaha     | 67     | +44.777         | 13          |        |
| 9       | 17     | Gianni Morbidelli     | Sauber-Petronas   | 66     | +1 Ronde        | 19          |        |
| 10      | 19     | Mika Salo             | Tyrrell-Ford      | 66     | +1 Ronde        | 20          |        |
| NF      | 18     | Jos Verstappen        | Tyrrell-Ford      | 50     | Spin            | 21          |        |
| NF      | 9      | Mika Häkkinen         | McLaren-Mercedes  | 43     | Motor           | 1           |        |
| NF      | 22     | Rubens Barrichello    | Stewart-Ford      | 43     | Versnellingsbak | 9           |        |
| NF      | 10     | David Coulthard       | McLaren-Mercedes  | 42     | Motor           | 6           |        |
| NF      | 23     | Jan Magnussen         | Stewart-Ford      | 40     | Aandrijving     | 12          |        |
| NF      | 6      | Eddie Irvine          | Ferrari           | 22     | Motor           | 14          |        |
| NF      | 15     | Shinji Nakano         | Prost-Mugen-Honda | 16     | Motor           | 17          |        |
| NF      | 5      | Michael Schumacher    | Ferrari           | 2      | Ophanging       | 5           |        |
| NF      | 21     | Tarso Marques         | Minardi-Hart      | 1      | Motor           | 18          |        |
| NF      | 20     | Ukyo Katayama         | Minardi-Hart      | 1      | Botsing         | 22          |        |
| NF      | 12     | Giancarlo Fisichella  | Jordan-Peugeot    | 0      | Botsing         | 4           |        |
| NF      | 11     | Ralf Schumacher       | Jordan-Peugeot    | 0      | Botsing         | 8           |        |

## Wetenswaardigheden
- Jacques Villeneuve won voor de laatste keer.
- Olivier Panis keerde terug na zijn zware ongeluk in Canada.
- Eerste pole-position voor Mika Häkkinen.

## Statistieken
| Pole-position | Mika Häkkinen         | McLaren-Mercedes | 1:16.602 |
| Snelste ronde | Heinz-Harald Frentzen | Williams-Renault | 1:18.802 |

## Noot
- Dit was de eerste pole position voor Mika Häkkinen.

1997 · 1998